# Il barbiere di Siviglia (Beaumarchais)
Il barbiere di Siviglia o La precauzione inutile (Le Barbier de Séville ou la Précaution inutile) è una commedia di Pierre-Augustin Caron de Beaumarchais.
Rappresentata per la prima volta nel 1775, propone una satira lieve ma efficace dell'ottimismo della classe borghese in ascesa prima della rivoluzione, nello stile tipico del drammaturgo francese.
Assieme a Il matrimonio di Figaro (proibito nel 1783, ma andato in scena l'anno successivo) e al meno famoso La madre colpevole (1792) costituisce una trilogia basata sullo stesso gruppo di personaggi.
Dalla fortunata commedia di Beaumarchais furono ricavate numerose riduzioni operistiche. La più celebre è Il barbiere di Siviglia di Gioachino Rossini.

## Sinossi
La storia segue una struttura tradizionale della commedia dell'arte, con molti personaggi apparentemente basati su personaggi famosi. La trama coinvolge un conte spagnolo, chiamato semplicemente Conte, sebbene Almaviva appaia come un nome aggiuntivo, che si è innamorato a prima vista di una ragazza di nome Rosina. Per assicurarsi che lei ami davvero lui e non solo i suoi soldi, il Conte si traveste da povero studente universitario di nome Lindoro e cerca di corteggiarla. I suoi piani sono vanificati dal guardiano di Rosina, il dottor Bartolo, che la tiene rinchiusa in casa e sogna di sposarla in futuro. L'incontro fortuito con un suo ex servitore, Figaro, può cambiare il destino della coppia. Figaro lavora come barbiere e quindi ha accesso alla casa del dottore. Dopo aver avuto promesse di denaro e temendo che il Conte cercherà vendetta su di lui se rifiuta, Figaro escogita una varietà di modi in cui il Conte e Rosina possono incontrarsi e parlare, prima come Lindoro, poi come Alonzo, un compagno di studi dello stesso maestro di musica, Basilio. La storia culmina nel matrimonio del Conte con Rosina.

### Primo atto
Scena: la strada di fronte alla casa del dottor Bartolo a Siviglia.
Il Conte, travestito da povero studente universitario, attende nella speranza di intravedere Rosina, che ha incontrato a Madrid e seguito a Siviglia; finora non si sono mai parlati. Figaro arriva per strada, cantando una canzone (Bannissons le chagrin) e riconosce il Conte. Mentre i due uomini parlano, il dottor Bartolo e Rosina arrivano alla finestra della casa. Rosina finge di far cadere inavvertitamente un pezzo di spartito dalla sua finestra. Mentre il dottore sta scendendo dalle scale per recuperarlo, Rosina ordina al Conte di prendere lui stesso il foglio, in cui è presente un suo messaggio; nella nota gli chiede di spiegare chi sia e perché l'abbia seguita fino a Siviglia, cantando la sua risposta con la melodia del brano sullo spartito. Figaro spiega al Conte che Rosina è nel reparto del dottor Bartolo e aggiunge che, essendo barbiere e farmacista del medico, frequenta la casa. Propone un piano per far entrare di nascosto il Conte in casa mascherandolo da soldato malconcio bisognoso di un alloggio.
I due vengono interrotti quando sentono, per caso, il piano del dottor Bartolo di sposare segretamente Rosina durante la notte. Successivamente, il Conte canta a Rosina ("Vous l'ordonnez, je me ferai connaître... Je suis Lindor"), presentandosi come un povero di nome Lindoro che si è innamorato di lei. Dall'interno della casa, Rosina canta un verso sulla melodia di Maître en droit, confessando tutto l'affetto per Lindoro prima che venga costretta a ritornare dentro casa. Figaro e il Conte si separano, accettando di incontrarsi di nuovo per mettere in atto il loro piano.

### Secondo atto
Nella casa del dottor Bartolo, Rosina scrive una nota a Lindoro e la consegna a Figaro. In quel momento arriva il dottor Bartolo, lamentandosi del fatto che Figaro abbia dato trattamenti medici inabilitanti a tutti i servi. Nota delle macchie di inchiostro sulle dita di Rosina; sospettoso, chiede di sapere cosa abbia scritto. Rosina nega più volte di aver scritto qualcosa, ma il dottore accusa Figaro di aver provato a sedurla in quanto innamorato della fanciulla. Dunque Figaro scappa nascosto in un armadio; qui riesce ad ascoltare Bartolo e Basilio mentre discutono delle domande che il Conte Almaviva ha posto in tutta la città per informarsi su Rosina e mentre elaborano un piano per diffondere pettegolezzi e infangare la reputazione del Conte, in modo che, se mai dovesse trovarla, Rosina sarebbe troppo disgustata per voler stabilire una relazione con lui.
Figaro va da Rosina e la avverte che Bartolo ha intenzione di costringerla a sposarlo prima del mattino. A questo punto il Conte entra travestito da soldato alticcio e canta una canzone sulle note di Vive le vin. Presenta una bolla ufficiale per poter chiedere alloggio presso il dottore. Il medico spiega che è esonerato dalla legge che impone alle persone di ospitare i soldati e va a cercare i documenti che lo attestano. Nel frattempo il Conte fa scivolare verso Rosina un messaggio. Il dottore ritorna e manda via il Conte. Vedendo Rosina con la nota, il medico le chiede di mostrargliela; lei, tuttavia, scambia la nota con una lettera innocente che spegne le paure di Bartolo e legge in seguito la nota che contiene le istruzioni per un piano contro Bartolo.

### Terzo atto
Il Conte torna di nuovo a casa, questa volta mascherato da insegnante. Riferisce a Bartolo che Basilio è malato ed è venuto come sostituto per dare a Rosina la sua lezione di musica per la giornata. Rosina, inizialmente agitata, riconosce il Conte (Lindoro) e si calma. Il Conte accompagna Rosina al piano mentre canta (Quand, dans la plaine). La lezione si svolge secondo uno schema circolare che si ripete varie volte: la musica culla Bartolo, che si addormenta; approfittando del momento, il Conte bacia Rosina, fermando così la musica; l'assenza di suono sveglia Bartolo e costringe i due a tornare a suonare. Dopo la lezione, il medico canta la sua canzone per Rosina (Veux-tu, ma Rosinette). Figaro arriva e cerca di distrarre il dottor Bartolo radendolo, in modo che Rosina e il Conte restino soli; a un certo punto, però, giunge Basilio per dare a Rosina la sua lezione di musica. Il Conte, per evitare di essere scoperto, corrompe Basilio con del denaro affinché rassicuri il dottore. Infine Il Conte sussurra a Rosina che tornerà di notte.

### Quarto atto
Il palcoscenico è buio e la musica suggerisce che c'è un temporale. Basilio confessa a Bartolo ciò che è accaduto all'inizio della giornata e ipotizza che l'uomo nella casa possa essere stato il Conte e sconsiglia di forzare il matrimonio con Rosina; Bartolo rifiuta. Rosina quindi esce, cercando il Conte; Bartolo va da lei e le dice che l'uomo in casa stava lavorando per un noto Conte sciupafemmine di nome Almaviva, che ha intenzione di farla rapire dai suoi agenti. Rosina crede a questa storia e si indigna, accettando di sposare Bartolo. Quest'ultimo esce a cercare un giudice per poter celebrare il matrimonio. Rosina corre nella stanza di Marceline per evitare l'imminente rapimento che l'aspetta.
Figaro e il Conte entrano in casa, discutendo del piano del Conte di proporre il matrimonio con Rosina e preoccupandosi di come dare la notizia di essere davvero un Conte. Rosina lo vede e gli dice che sa tutto del suo orribile piano di rapirla; nota tuttavia che Figaro continua a rivolgersi a lui come "mio signore" e ne chiede il motivo. Il Conte rivela quindi la sua vera identità e Rosina lo perdona. Entra il giudice e il Conte gli fa redigere un contratto matrimoniale tra sé e Rosina. Bartolo arriva appena un momento dopo che è stato firmato e, dopo alcune inutili discussioni contro la validità del contratto, riconosce di essere stato sconfitto. Come consolazione gli viene fatto notare che risparmierà i soldi della dote di Rosina.

## Adattamenti

### Musica
La commedia di Beaumarchais è stata adattata più volte in opere. Il barbiere di Siviglia di Giovanni Paisiello, commedia in quattro atti eseguito per la prima volta nel 1782, è probabilmente il primo adattamento lirico ancora presente nel repertorio. Il più famoso adattamento all'opera è Il barbiere di Siviglia di Gioachino Rossini, commedia in due atti presentata nel 1816. Altri adattamenti meno noti includono quelli di Nicolas Isouard nel 1796, di Alexander Reinagle, di Samuel Arnold nel 1794 e di Francesco Morlacchi nel 1816.

### Cinema
Il regista Mario Costa ha diretto nel 1947 un adattamento cinematografico, Il barbiere di Siviglia, sotto forma di film-opera, con interpreti Tito Gobbi nel ruolo di Figaro, Ferruccio Tagliavini come Conte di Almaviva e Nelly Corradi come Rosina.

## Il personaggio di Figaro
Figaro è ispirato al personaggio della commedia dell'arte di Brighella e, come il suo predecessore, è un bugiardo intelligente con una morale molto personale, di buon umore, disponibile e coraggioso, anche se un po' cinico. Come dice nell'opera: «Devo costringermi a ridere di tutto per non essere obbligato a piangere». Sebbene sia normalmente calmo, pacato e intelligente, può assumere atteggiamenti irrazionali quando è arrabbiato. Secondo una teoria di Frédéric Grendel, il nome Figaro sarebbe stato inventato da Beaumarchais per questo personaggio e sarebbe nato da una trascrizione fonetica delle parole "fils" e "Caron" (quest'ultima cognome del drammaturgo).
Il ruolo è stato cucito sulle abilità dell'amico di Beaumarchais, Préville. Tuttavia, quando Le nozze di Figaro entrò in produzione, quasi un decennio dopo, si sentì troppo vecchio per ripetere la parte e la consegnò al collega attore Jean Dazincourt.
Secondo le informazioni che Figaro fornisce in vari punti delle commedie, si possono dedurre vari elementi della sua biografia. Era il figlio illegittimo del dottor Bartolo e della domestica Marceline, e presumibilmente quindi gli venne dato il cognome della madre: nacque Emmanuel de Verte-Allure. Fu rapito da bambino e cresciuto dagli zingari, probabilmente coloro che lo ribattezzarono Figaro. Dopo esser stato "disgustato dai loro modi", partì per diventare un chirurgo, e, durante questo periodo, assunse un lavoro a breve termine nella casa del conte Almaviva per sostenersi. Sebbene il Conte si riferisse a lui come "un servitore piuttosto cattivo", era abbastanza contento di Figaro da scrivergli una raccomandazione all'Ufficio di presidenza di Madrid, dove gli fu dato un posto di assistente veterinario, con sua grande delusione. Mentre lavorava lì, iniziò a dilettarsi in una carriera letteraria, apparentemente con grande successo. Fu licenziato dall'Ufficio di presidenza ma rimase a Madrid per un po' cercando di lavorare come editore e drammaturgo. Fece arrabbiare i censori con molte delle sue opere e fu brevemente imprigionato. Alla fine rinunciò a scrivere si impose come cerusico. Dopo "aver proceduto attraverso le due Castille, la Mancia, l'Estremadura, la Sierra Morena e l'Andalusia", aprì un negozio a Siviglia, dove ritornò in contatto con il Conte Almaviva, e dopo averlo aiutato con alcuni problemi romantici, fu assunto come cameriere personale del Conte. È dopo che torna a lavorare per il Conte e sposa Susanna. Dato che lo zio di Susanna, Antonio, lavora per il Conte, sembra probabile che sia stata assunta su sua raccomandazione quando la Contessa si trasferì nel palazzo e aveva bisogno di una cameriera; in tal caso Susanna e Figaro si sarebbero incontrati dopo gli eventi del Barbiere di Siviglia.
Ne Il barbiere di Siviglia, Rosina afferma che Figaro ha una figlia, ma dal momento che questo non viene mai più menzionato da nessun altro personaggio o nelle altre commedie, e dal momento che emerge durante una farsa dove Rosina dice di nascondere la sua relazione con il Conte, è probabile che l'abbia inventato. Nella madre colpevole i figli del Conte e della Contessa sono nominati, ma non viene menzionata la progenie di Figaro o Susanna, il che suggerisce che rimangono senza figli.